# Plexul lombar
Plexul lombar se formează din ramurile ventrale ale nervilor spinali L1,L2,L3 și parțial L4. Ramurile colaterale sunt: Nervul ilioinghinal, iliohipogastric, genito-femural, cutanat femural lateral. Ramurile terminale sunt: nervul femural, obturator și obturator accesor. Plexul lombar e așezat în planurile musculare ale mușchiului Psoas mare.